# Sosialurin
Sosialurin (dansk "den sociale") er Færøernes største avis og udkommer tre gange om ugen. Som navnet antyder, har avisen været knyttet til Socialdemokratiet (Javnaðarflokkurin). I marts 2006 købte de ansatte og ledelsen to tredjedele af avisen, mens den sidste tredjedel blev købt af Føroya Tele.
Den første udgave udkom den 24. maj 1927 under titlen Føroya Social-Demokrat. Avisens første redaktør var Maurentius Viðstein. Fra 1945 indtil 1955 hed den Føroya Sosial-Demokratur. I dag har den et oplag på ca. 8.100 eksemplarer. Chefredaktør er Eirikur Lindenskov, og avisen har 10 journalister og en fotograf ansat. Den konkurrerende avis var indtil 2013 Dimmalætting. Dimmalætting, som var Færøernes ældste og største avis, gik konkurs i efteråret 2013, hvilket gjorde, at Sosialurin blev Færøernes eneste landsdækkende avis. Dimmalætting udkommer dog igen fra oktober 2014 som weekendavis.

## Redaktører
- 1927 - 1927 Anton Nielsen
- 1927 - 1932 M. S. Viðstein
- 1932 - 1934 H.M. Jacobsen
- 1934 - 1959 Petur Mohr Dam
- 1934 - 1940 P. K. Mouritsen
- 1949 - 1950 P. K. Mouritsen
- 1950 - 1968 Villi Sørensen
- 1968 - 1971 Torfinn Smith
- 1972 - 1979 Vilhelm Johannesen
- 1979 - 1984 Torfinn Smith
- 1984 - 2010 Jan Müller
- 2010 - d.d. Eirikur Lindenskov (Var redaktør fra 1998 og blev ansvarshavende redaktør i 2010)

## Internetavis og papiravis
I samarbejde med Føroya Tele drev Sosialurin indtil 2013 internetnyhedsportalen portal.fo, som var og er et meget benyttet færøsk websted. Efter at Føroya Tele solgte portal.fo til Knassar, åbnede Miðlahúsið (Sosialurin, Rás2 og in.fo) internetnyhedsportalen in.fo, som er en af de mest læste på Færøerne.

## "Verdens morsomste firmanavn"
I 2005 blev navnet Sosialurin valgt til "verdens morsomste firmanavn" i Norge. Det skyldes åbenbart endelsen -urin, som er misforståelig på andre sprog som eksempelvis dansk.